# 水口桥
水口桥，位于中国广东省河源市连平县贵东镇大华村，为河源市连平县的一个县级文物保护单位，类型为古建筑，公布时间为1985年4月。
水口桥的历史年代为明代。